# 월리스큰가시쥐
월리스큰가시쥐(Halmaheramys wallacei)는 쥐과에 속하는 설치류의 일종이다. 할마헤라쥐속에 속하는 2종 중 하나이다. 인도네시아 말루쿠 제도 오비섬과 비사섬에서 발견된다. 원래 할마헤라쥐속은 할마헤라섬에서 발견되는 유일종으로 이루어진 설치류 속으로 간주되어 할라헤라쥐속이라는 이름으로 명명되었다. 이제는 말루쿠 제도의 2개 섬 이상에서 분포하는 것으로 확인되었다.
1990년 1월, 연구자 플래너리(T. Flannery)와 보아디(Boeadi)가 비사섬에서 심하게 분해된 상태의 쥐를 처음 발견했다. 이후 2013년 오비섬에서 3점의 표본을 수집했다. 종소명과 일반명은 영국 박물학자 앨프리드 러셀 월리스(Alfred Russel Wallace)의 이름에서 유래했다.